# Neoitamus walkeri
Neoitamus walkeri är en tvåvingeart som beskrevs av Daniels 1989. Neoitamus walkeri ingår i släktet Neoitamus och familjen rovflugor. Inga underarter finns listade i Catalogue of Life.